# Цебаковский, Сергей Яковлевич
Серге́й Я́ковлевич Цебако́вский (род. 14 сентября 1932, Москва) — советский и российский переводчик и писатель.
Окончил Московский педагогический институт иностранных языков. С 1957 г. публиковал многочисленные переводы современной прозы с латышского языка, в том числе произведения Алберта Бэла, Зигмунда Скуиня, Жана Гривы и других крупнейших писателей Латвии. Публиковались также и переводы Цебаковского с английского языка (в том числе книга Иммануила Великовского «Миры в столкновении», 2002). Цебаковскому принадлежат также книги для школьников по занимательной лингвистике («Кто боится английских глаголов?», 2002, расширенное издание «Кто боится английской грамматики?», 2004), книга о загадках летающих тарелок «Уравнение с НЛО» (1997) и другие произведения.

## Переводы
- Приеде Г. Пусть осень. М., 1957
- Грива Ж. Ноктюрн. М., 1961
- Вилкс Э. Все случилось летом. М., 1960
- Любовь и ненависть. М., 1963
- Грива Ж. Двое в океане. Рига, 1965
- Грива Ж. Привидения. М., 1967
- Грива Ж. Антирассказы. Рига, 1968
- Скуинь З. Когда приходит любовь и другие рассказы. Рига, 1968
- Грива Ж. Река джунглей Меллакоре. Рига, 1969
- Бэл А. Следователь. М., 1970
- Вилкс Э. В полночь. Рига, 1970
- В. Кайякс - Следы ведут в прошлое. М., 1971
- Вилкс Э. Первый вальс. М., 1974
- Бэл А. Голос зовущего. М.. 1975
- Скуинь З. Бальзам. М., 1976
- Скуинь З. Мужчина во цвете лет. М., 1977
- Калве А. Июльский зной. М., 1978
- Бэл А. Клетка. М., 1979
- Скуинь З. Нагота. Рига, 1981
- Приеде Г. Тверской бульвар, 25. М.. 1982
- Скуинь З. Большая рыба. М., 1983
- Калве А. Посвящается пришедшей осени. М., 1983
- Скуинь З. Мемуары молодого человека. М., 1984
- Скуинь З. Избранное. М., 1985